# Lestek
Lestek, född mellan 870 och 880, död mellan 930 och 940, var en polsk furste (książe) av Piastdynastin som regerande under första hälften av 900-talet. 
Han var son till Siemowit, och far till Siemomysł.